# AsHa (Inschrift)

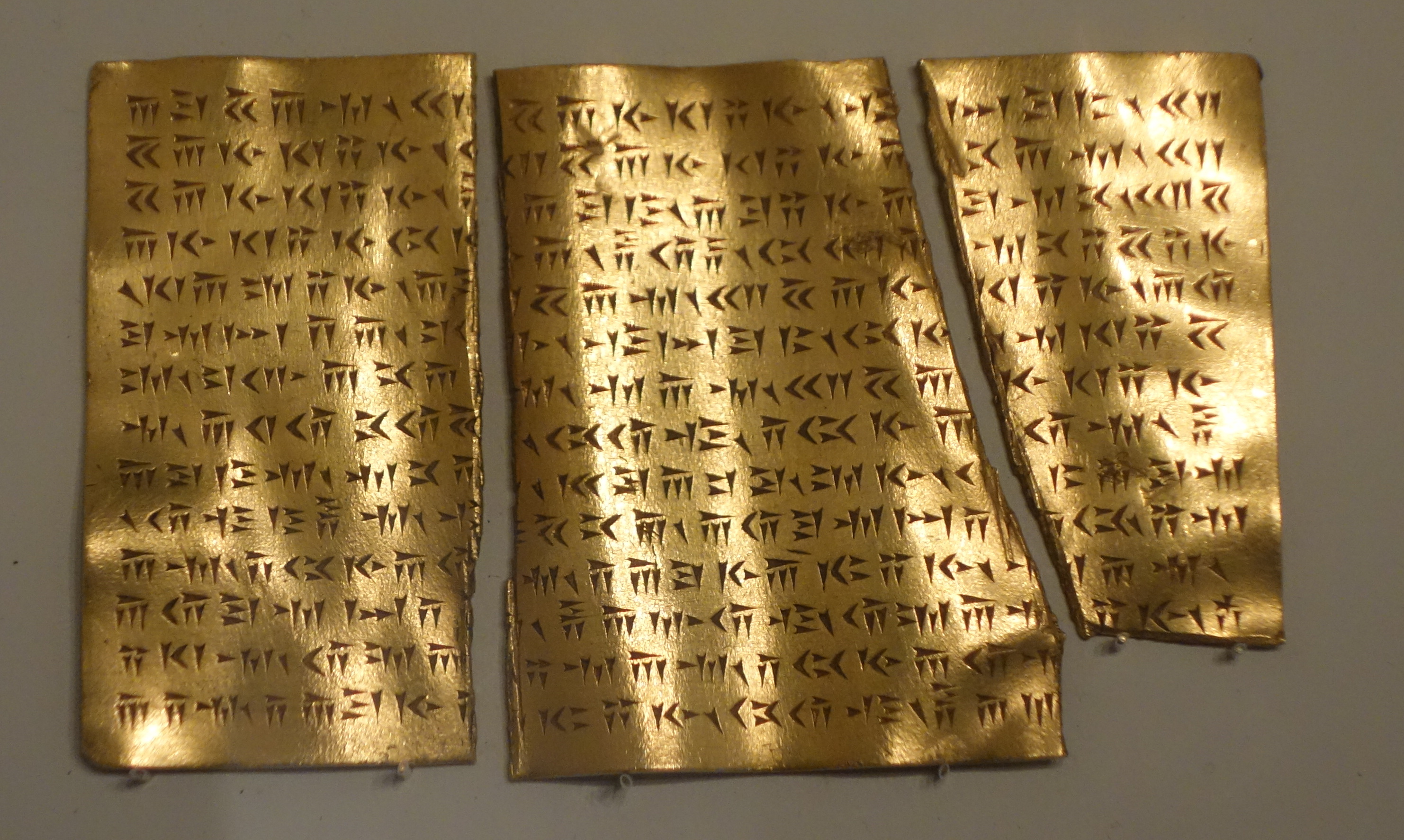
Die Inschrift ASHa ausgestellt im Cincinnati Art Museum, Nr. DSC03975

AsHa ist die Bezeichnung einer Inschrift von Arsames (As). Sie wurde in Hamadan (H) entdeckt und von der Wissenschaft mit einem Index (a) versehen. Die Inschrift liegt in altpersischer Sprache vor. Die Inschrift wurde ursprünglich als AsH bezeichnet und erst in neuerer Zeit um den Index ergänzt. Die Inschrift gilt als nicht-authentisch. Der Fundort ist unbestätigt.

## Inhalt
„§1. 1–4Arsames, der große König, König der Könige, König in Persien, des Königs Ariaramnes Sohn, ein Achaimenide.
§2. 5–14Es kündet Arsames, der König: Auramazdā, der große Gott, der der größte der Götter (ist), hat mich zum König gemacht. Er hat das Land Persien mir verliehen, das mit gutem Heervolk, mit guten Rossen; nach dem Willen des Auramazdā habe ich dieses Land hier in Besitz. Mich soll Auramazdā schützen und mein Haus, und dieses Land hier, das ich in Besitz habe, soll er schützen!“

## Beschreibung
Die Inschrift ist eine Goldtafel, die zusammen mit dem Schatz 1920 in Hamadan entdeckt wurde. Gemäß Pierre Lecoq kam die Goldtafel kurz nach dem Zweiten Weltkrieg auf den Markt von Hamadan. Im Sommer 1948 wurde sie in einer Ausstellung des Musée Cernuschi in Paris gezeigt und im Ausstellungskatalog über iranische Kunst mit der Nummer 54 abgebildet. Heute befindet sie sich in Privatbesitz.
Die Goldtafel ist bis auf die untere rechte Seite vollständig und in drei Bruchstücken erhalten. Sie hat die Masse 90 auf 130 mm. Die altpersischen Zeichen sind auf 14 Zeilen verteilt.

## Forschungsgeschichte
Die Goldtafel wird 1944 von Sidney Smith und 1948 von Arthur Upham Pope in The Illustrated London News erwähnt. Roland Grubb Kent publizierte den Text 1953. 
Pierre Lecoq setzt die Goldtafel zusammen mit den Inschriften AmHa und DHa in die Zeit von Dareios I. Sie bilden als Goldtafeln eine Einheit und stammen von der gleichen Schreiberschule in Hamadan. Darauf deuten gemeinsame Sprachkonstruktionen. Im Besonderen weist er darauf hin, dass keine Logogramme verwendet werden, eine typische Eigenschaft der altpersischen Sprachversionen zur Zeit von Dareios I.
1999 wurde die Inschrift von Rüdiger Schmitt erneut besprochen und 2007 in die Liste der nicht-authentischen Inschriften aufgenommen mit den gleichen sprachlichen Argumenten wie bei der Inschrift AmHa. Er setzt die Inschrift von Arsames in die Zeit von Artaxerxes III., da dieser im Gegensatz zu Artaxerxes II. in der Inschrift A3Pa die Ahnenreihe über Hystaspes hinaus geführt hat und kleine sprachliche Unterschiede zwischen den Inschriften der beiden Könige beständen.
Der Index a wurde 2007 von Rüdiger Schmitt hinzugefügt.